# Curry (Familienname)
Curry ist ein englischer Familienname.

## Namensträger
- Aaron Curry (Politiker) (1887–1957), britischer Politiker
- Aaron Curry (Künstler) (* 1972), US-amerikanischer Künstler
- Aaron Curry (Footballspieler) (* 1986), US-amerikanischer American-Football-Spieler
- Adam Curry (* 1964), US-amerikanischer Moderator und Podcaster
- Adrianne Curry (* 1982), US-amerikanisches Fotomodell
- Andrew Curry (* 1972), australischer Schauspieler und Filmproduzent
- Ann Curry (* 1956), US-amerikanische Journalistin
- Anne Curry (* 1954), britische Historikerin
- Ayesha Curry (* 1989), kanadisch-amerikanische Schauspielerin und Köchin
- Bernard Curry (* 1974), australischer Schauspieler
- Bob Curry (1882–1944), US-amerikanischer Ringer
- Brandon Curry (* 1982), US-amerikanischer Bodybuilder
- Brandyn Curry (* 1991), US-amerikanischer Basketballspieler
- Brooks Curry (* 2001), US-amerikanischer Schwimmer
- Bruce Curry (* 1956), US-amerikanischer Boxer
- Buddy Curry (* 1958), US-amerikanischer American-Football-Spieler
- Caledonia Dance Curry (* 1977), US-amerikanische Streetart-Künstlerin, siehe Swoon (Künstlerin)
- Charles F. Curry (1858–1930), US-amerikanischer Politiker
- Charles F. Curry junior (1893–1972), US-amerikanischer Politiker
- Constance Curry (1933–2020), US-amerikanische Autorin und Bürgerrechtlerin
- Dell Curry (* 1964), US-amerikanischer Basketballspieler
- Denise Curry (* 1959), US-amerikanische Basketballspielerin
- Denzel Curry (* 1995), US-amerikanischer Rapper und Sänger
- Donald Curry, Baron Curry of Kirkharle (* 1944), britischer Adliger, Landwirt und Geschäftsmann
- Donald Curry (* 1961), US-amerikanischer Boxer
- Eddy Curry (* 1982), US-amerikanischer Basketballspieler
- Floyd Curry (1925–2006), kanadischer Eishockeyspieler
- George Curry (Politiker) (1861–1947), US-amerikanischer Politiker
- George Law Curry (1820–1878), US-amerikanischer Politiker
- Haskell Brooks Curry (1900–1982), US-amerikanischer Logiker
- Hiram M. Curry (1750/1760–nach 1839), US-amerikanischer Baptistenprediger und Politiker
- Ian Curry (1929–1991), südafrikanischer Schauspieler
- Izola Curry (1916–2015), US-amerikanische Attentäterin
- Jabez Lamar Monroe Curry (1825–1903), US-amerikanischer Politiker, Jurist und Offizier
- James Curry (* 1960), britischer römisch-katholischer Geistlicher, Weihbischof in Westminster
- Jessica Curry (* 1973), britische Komponistin und Spieleentwicklerin
- Jilly Curry (* 1963), britische Freestyle-Skierin
- John Curry (Eiskunstläufer) (1949–1994), britischer Eiskunstläufer
- John Curry (Eishockeyspieler) (* 1984), US-amerikanischer Eishockeytorwart
- John Steuart Curry (1897–1946), US-Maler
- Judith A. Curry (* 1953), US-amerikanische Geo- und Atmosphärenwissenschaftlerin
- Kai Curry-Lindahl (1917–1990), schwedischer Zoologe und Autor
- Lenny Curry (* 1970), US-amerikanischer Politiker
- Leslie Curry (1922–2009), kanadischer Geograph
- Lisa Curry (* 1962), australische Schwimmerin
- Manfred Curry (1899–1953), US-amerikanischer Erfinder, Segler und Buchautor
- Marie Curry (* 1986), deutsche Sängerin und Rapperin
- Marshall Curry (* 1970), US-amerikanischer Regisseur und Dokumentarfilmer
- Michael Curry (Basketballtrainer) (* 1968), US-amerikanischer Basketballspieler und -trainer
- Michael Bruce Curry (* 1953), US-amerikanischer Bischof der Episkopalkirche
- Michael R. Curry (* 1947), US-amerikanischer Geograph
- Mickey Curry (* 1956), US-amerikanischer Schlagzeuger
- Ramel Curry (* 1980), US-amerikanischer Basketballspieler
- Robert Franz Curry (1872–1955), US-amerikanisch-deutscher Maler
- Ron Curry (1970–2018), US-amerikanischer Basketballspieler
- Sean Curry (* 1982), US-amerikanischer Eishockeyspieler
- Seth Curry (* 1990), US-amerikanischer Basketballspieler
- Sharaud Curry (* 1987), US-amerikanischer Basketballspieler
- Stephen Curry (* 1988), US-amerikanischer Basketballspieler
- Thomas John Curry (* 1943), US-amerikanischer Geistlicher, Weihbischof in Los Angeles
- Tim Curry (* 1946), britischer Schauspieler und Sänger
- Tom Curry (Fußballspieler) (1894–1958), englischer Fußballspieler und -trainer
- Tom Curry (Rugbyspieler) (* 1998), englischer Rugby-Union-Spieler
- Traci Curry, US-amerikanische Film- und Fernsehproduzentin
- Valorie Curry (* 1986), US-amerikanische Schauspielerin
- Vinny Curry (* 1988), US-amerikanischer American-Football-Spieler